# Parental Guidance (ER)
Parental Guidance is de vierde aflevering van het vijfiende seizoen van de televisieserie ER, die voor het eerst werd uitgezonden op 23 oktober 2008.

## Verhaal
Dr. Banfield wordt op weg naar haar werk overvallen en geeft zich niet zonder slag of stoot over. Dit leidt tot verwondingen bij de overvaller die wegvlucht. Later komt zij haar overvaller weer tegen op de SEH. Ondertussen is dr. Banfield niet tevreden over het functioneren van de medische studenten en besluit een ander systeem in te voeren. Dit houdt in dat elke student een mentor krijgt die hem of haar begeleid: dr. Gates krijgt dr. Wade, dr. Morris krijgt dr. Sanchez en dr. Brenner krijgt dr. Martin. Dr. Brenner vertelt aan dr. Martin hoe hij wil dat zij werkt, maar zij staat erop dat zij gewoon haar eigen gang gaat.
Dr. Gates en dr. Brenner krijgen een jonge turnster onder behandeling met een verwonding die niet strookt met haar uitleg. Zij denken dat er meer speelt in haar familie en op het eerste gezicht verdenken zij de moeder van mishandeling. Later blijkt dat haar zus de mishandeling heeft uitgevoerd en dat zij hier geen spijt van heeft. 
Dr. Dubenko keert terug op het werk na zijn ontslag, dit tot opluchting van dr. Rasgotra. 
Dr. Gates krijgt een verrassing te verwerken, Sarah heeft zonder overleg een tongpiercing genomen.

## Rolverdeling

### Hoofdrollen
- Parminder Nagra - Dr. Neela Rasgrota
- John Stamos - Dr. Tony Gates
- Scott Grimes - Dr. Archie Morris
- David Lyons - Dr. Simon Brenner
- Angela Bassett - Dr. Cate Banfield
- Leland Orser - Dr. Lucien Dubenko
- Shiri Appleby - Dr. Daria Wade
- Julian Morris - Dr. Andrew Wade
- Victor Rasuk - Dr. Ryan Sanchez
- Emily Rose - Dr. Tracy Martin
- Linda Cardellini - verpleegster Samantha Taggart
- Angel Laketa Moore - verpleegster Dawn Archer
- Montae Russell - ambulancemedewerker Dwight Zadro
- Lyn Alicia Henderson - ambulancemedewerker Pamela Olbes
- Chloe Greenfield - Sarah Riley
- Tara Karsian - Liz Dade

### Gastrollen (selectie)
- Madison Davenport - Claire O'Fallon
- Molly Price - Mrs. O'Fallon
- Hunter King - Julie O'Fallon
- Liza Lapira - Christine
- Glynn Turman - Mr. Holmes
- J.D. Jackson - Chuck Holmes
- Cile Turner-Borman - Evelyn Holmes
- Dean Chekvala - overvaller